# Gorges du Fier
Ne doit pas être confondu avec Gorges du Val du Fier.
Les gorges du Fier sont une curiosité naturelle remarquable de France, en Haute-Savoie : une gorge très étroite et profonde que l'on peut visiter grâce à une passerelle fixée à flanc de rocher, aménagée en 1869 par l'architecte annécien Marius Vallin et classée depuis 1943. Cette gorge a été taillée par le puissant torrent du Fier dans la commune de Lovagny à quelque onze kilomètres à l'ouest d'Annecy.

## Géographie

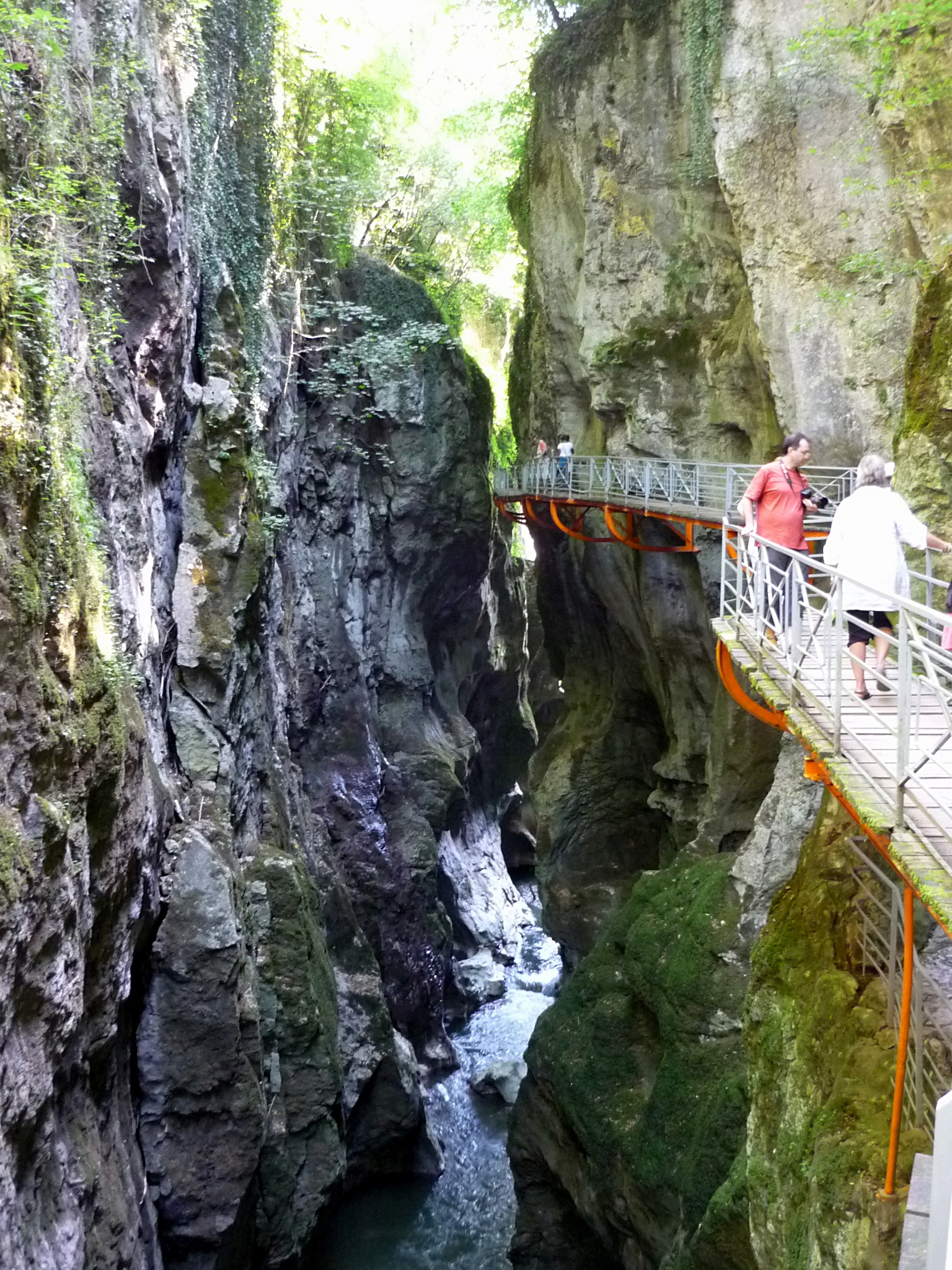
L'intérieur des gorges avec les passerelles.

Elles sont classées parmi les plus grandes curiosités naturelles des Alpes françaises et sont accessibles au public par une passerelle de plus de 250 mètres de longueur suspendue à 25 mètres au-dessus du torrent. Le long du parcours, on peut admirer des marmites de géants, la grande faille, la mer des rochers et la roche aux fées.
Vues sous un certain angle, certains endroits des parois rocheuses dessinent des visages par paréidolie. Plusieurs marques gravées dans la roche indiquent les hauteurs atteintes par le cours d'eau lors de différentes crues dont celles de 24 m atteinte en janvier 2018.

## Formation

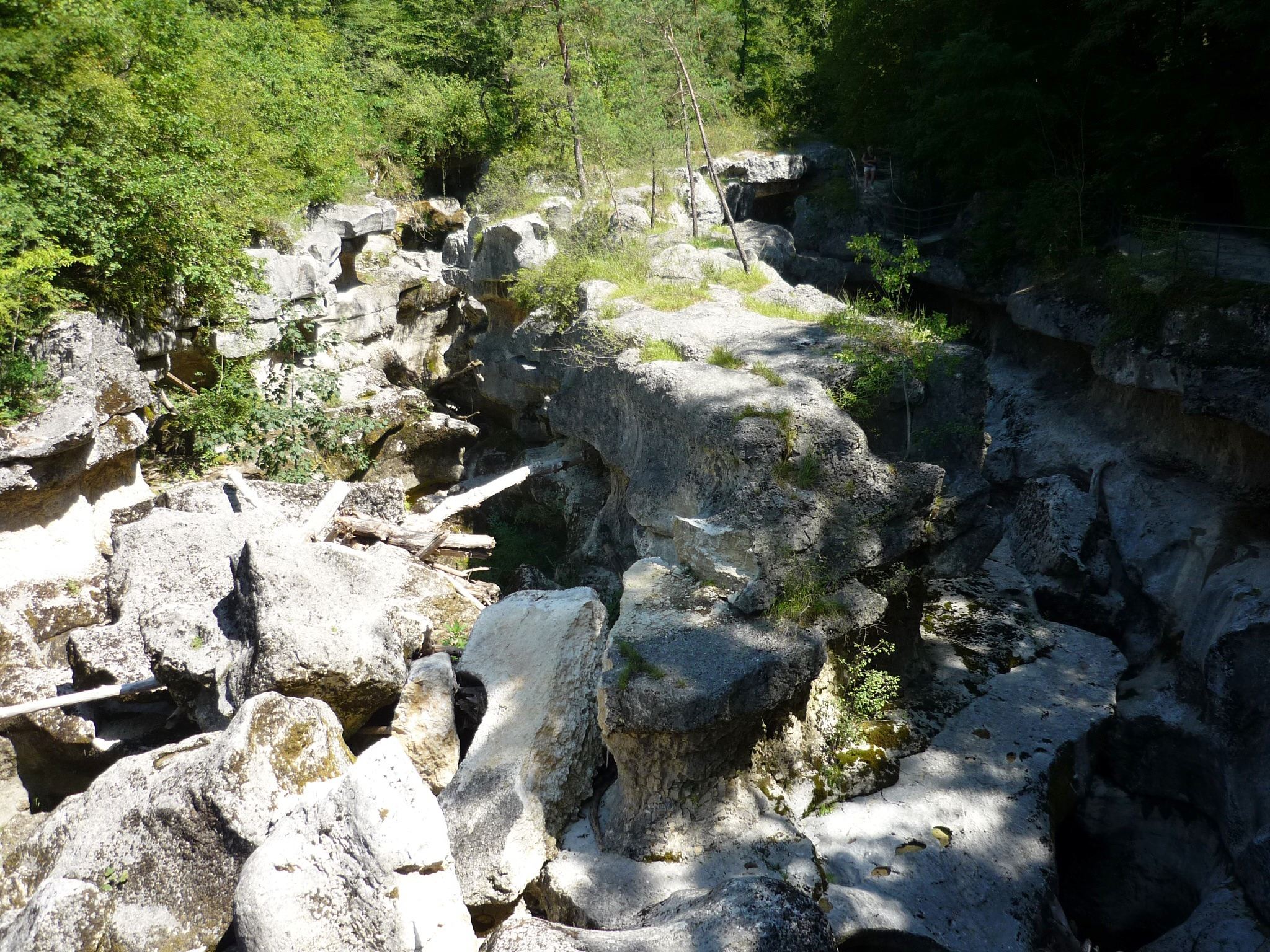
La mer de rochers à la sortie des gorges.

Les gorges se sont formées par l'eau de fonte du glacier, ayant donné naissance au lac d'Annecy. L'eau s'est frayé un chemin dans la roche par surimposition. Il a alors fallu environ 20 000 ans pour le creusement de la gorge.

## Légende
Selon la légende locale, le comte de Montrottier était inquiet à propos de la chasteté de sa femme, Diane. Il chargea donc un jeune homme, un petit page, de surveiller cette dernière. Le garçon, secrètement amoureux de la belle demoiselle, s'exécuta et se mit à épier ses moindres faits et gestes. Il surprit alors la belle Diane enlacée dans les bras du comte de Pontverre, le rival de l'époux.
Le petit page ne ressentit plus de l'amour mais de la haine à l'égard de la demoiselle. Pour se venger, il prévint le comte de Montrottier qui organisa une mise en scène afin de piéger le couple. Démasqué et pris de peur, le comte de Pontverre prit alors la fuite à cheval. Le petit page, déterminé à le rattraper, s'accrocha fermement à la queue du destrier. Mais le cavalier le traina jusqu'en dessus du Fier et trancha la queue de son cheval. Le jeune homme chuta et disparut à l'endroit où se formèrent les gorges. 
Depuis ce temps là, les habitants de la vallée entendent parfois des gémissements lointains surgir des gorges. Certains disent qu'il s'agit des lamentations du petit page qui regrette son amour perdu.